# Porter (cratère lunaire)
Pour les articles homonymes, voir Porter.
Porter est un cratère d'impact lunaire situé dans la partie sud du satellite en face de la bordure nord-ouest du cratère Clavius. 

## Description

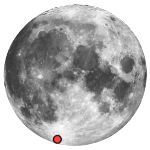
Localisation du cratère Porter

Circulaire, sa forme a été modifiée par la géométrie de la surface sur laquelle il a été formé. Son bord extérieur est moins élevé au sud-ouest. Au nord-est sa surface est plus rugueuse. 
Il comporte, en outre, en son centre, un pic et au nord-ouest se trouve un petit cratère.

## Cratères satellites
Par convention, les cratères satellites sont identifiées sur des cartes lunaires en plaçant la lettre sur le côté du point médian du cratère qui est le plus proche de celui de Porter
| Porter | Latitude | Longitude | Diamètre |
| ------ | -------- | --------- | -------- |
| B      | 54.4° S  | 8.6° W    | 12 km    |
| C      | 54.8° S  | 10.3° W   | 12 km    |

## Bibliographie

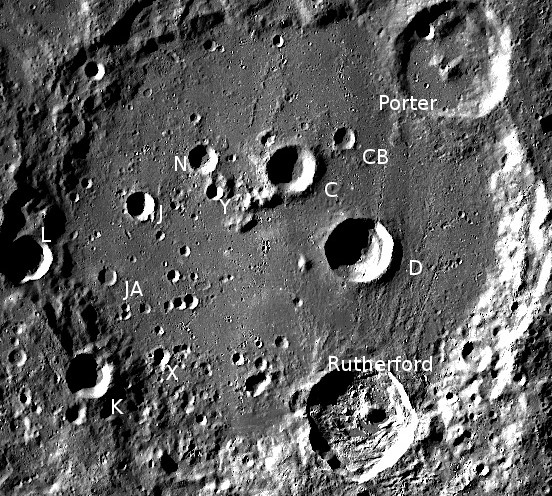
Localisation du cratère Porter